# 音楽ば〜か
『音楽ば〜か』（おんがくばーか）は、テレビ東京系列で2008年4月5日から2010年9月26日まで放送されていた音楽番組。
なお本項では、2008年4月〜6月の間に放送された番組宣伝のミニ番組、『音楽ば〜かオススメ』についても記述する。

## 番組概要

### シーズン1
2008年4月 - 9月放送
企画コンセプトは「音楽を愛してしまったがために若干不幸になってしまった人たち」を応援していくというもの。人生に挫折しながらも音楽に対する情熱だけは人一倍熱い、いわゆる「音楽ばか」が登場するもので、番組ではそんな彼ら彼女らの日常生活を徹底取材したドキュメントを紹介する。
「Zepp Tokyoでのライブ」を目指し、2008年8月28日には実際にZepp Tokyoでライブが行われた（音楽ば〜かZeppライブを参照）。

### シーズン2
2008年10月 - 2009年3月放送
音楽を愛してやまない「音楽ばか」達を応援していくというコンセプトの元に、歌手デビューをかけて対決を行っていくのだが、シーズン1の視聴率低迷の原因を分析した結果、キャラクター優先で「画がきたない」という点を改めるべく「画ズラきれいになりました」を推していくこととなる。これによりMCの傍らには1名の水着の女性が寝そべり、歌手デビューをかけて戦うべく集められた女性達は、シーズン1のキャラクターよりも見た目がきれいになっている。
「アウトレットミュージシャン デビューへの道」というテーマで、オーディションで選ばれた結城リナ、水瀬葵、ゆう、北條まみの4名が2名ユニットのデビューをかけて対決をしていき、対決で敗れたものは強制的に番組を去っていかねばならないという方式。また、この対決の際には各自首からアウトレットな理由が書かれたB級札 をぶらさげて行われる。そして水瀬が対決で敗れて番組を去ったのち、番組からのヘッドハンティングにより、シーズン1で出演経験のある通称ねーさんがこの対決に加わる。結果的に、北條とゆうが対決で脱落し、勝ち残った結城とねーさんの2名で昭和歌謡デュオを結成。
このデュオは「美女木ジャンクション」のユニット名でデビュー曲「ポリバケツ」（作詞：秋元康、作曲：吉富小百合、編曲：若草恵、C/W：アイノカタチ、作詞・作曲：結城リナ）が2009年3月13日からローソン限定20000枚限定で発売された。ローソンのLoppi予約では、発売前の2009年3月10日の時点で、早くも20000枚を記録したことをデイリースポーツが報じた。また、この時有線の演歌リクエストでも4位を記録した。
発売前日には、テレビ東京天王洲スタジオ・第1スタジオでデビュー記念ライブ（司会：徳光和夫・大江麻理子、ゲスト：ふかわりょう・水着ちゃん・北條まみ・大竹一樹・CHARAなど）が行われている。

### シーズン3
2009年4月 - 10月放送
シーズン2の成功を踏まえ、見た目のきれいさに加えて、好評だったサバイバル対決を中心に盛り込んでいる。
シーズン2でローソンデビューを果たし、完結編であるデビュー記念ライブも終わった直後の感動冷めやらぬ結城リナとねーさんだったが、二人を待ち受けていたのは、この2名に新たなオーディションで選ばれたサラ、小嶋じゅん、坂口杏里、雛田みか、坪木菜果、琴乃の6名を加入させ、計8名による「美女木ジャンクション超世代始動」の始まりであった。これからの「美女木ジャンクション」は、各自首からアウトレットな理由が書かれたB級札 をぶらさげる方式はそのままに、この8名による対決によって、定期的にメンバーを減らしていく前代未聞の超・攻撃型サバイバルユニットとして生まれ変わり、最後に残った二人でデビューするという大波乱のシーズン3幕開けとなった。
だが、サバイバル対決で坂口と雛田が敗れて脱落した後、初代美女木ジャンクションである結城リナとねーさんが、日本クラウンのオファーを受け「美女木ジャンクション」としてメジャーデビューを飾り番組を卒業。これにより計8名だった「美女木ジャンクション」は解体され、残った4名は「元美女木ジャンクション」となった。強化合宿を経た次の戦いで琴乃が脱落。
シーズン3の最終ゴールは、男女デュエットデビューとなる方向性が示され、男子メンバーとなる嵐、佐々木淳平、光塚大貴、刈川圭祐が現れた後、女性メンバーによる審査の結果、刈川が脱落となった。
メンバー達は次のデュオオーデションでのペアを決めるため「デュオカツ」という、ひとりの男性メンバーが待つ部屋に、ひとりの女性メンバーが訪れていき、これを全員分行った。この後、もっとも印象の良かった相手に、かつてのねるとん方式で女性メンバーが男性メンバーに告白する。第一印象で両思いだった小嶋、光塚だったが、まさかのごめんなさいを小嶋は告げられる。次は、これまた両思いだった坪木、佐々木にサラがちょっと待ったをかけるが、佐々木は坪木を選ぶ。嵐の番では、小嶋とサラがアタックしサラが選ばれた。そして自動的に残った光塚、小嶋がペアを組むこととなった。
第一ステージ終了後、まさかのパートナーチェンジが行われ、坪木を選べない選択肢で佐々木はサラを選ぶと、後は自動的に、坪木と光塚、嵐と小嶋のコンビになり、舞台は第2ステージへと移った。第2ステージの審査方法は、音楽業界のプロ5人を目の前にして行われた。そして第1ステージの個人得点と第2ステージでのデュオ得点を各自に加算。その結果、最低得点だった光塚が脱落決定。次に最低得点を出したのは坪木と小嶋で同点だった為、ジャンケンで勝った方が生き残ることとなり、小嶋が勝利し、坪木が脱落となった。
しかし緊急事態が発生する。小嶋のブログでインディーズからソロデビューすることが判明。この事実を知らされていなかった五箇プロデューサーは、インディーズとはいえ、デビューする事が決まっている人を他の3人と一緒の立場で応援するわけにはいかないとして、小嶋にリタイア通告を出し、小嶋は強制リタイアとなった。これにより番組側は、前回脱落した坪木を復帰させ、サラ、坪木、佐々木、嵐の4人で最終決戦にのぞむとした。そしてメンバー達は、決勝前最後の実力UPをしたもらう為、シーズン2で出演していたボイストレーナーである菅井の元でスペシャル強化合宿を受けた。また、決勝で勝ち残った二人には、ソニー・ミュージックアソシエイテッドレコーズから10月にメジャーデビューすることが告げられた。
シーズン3最終決戦が始まるが、辻ディレクターから「生か死か!?生き残り退席審査」が告げられる。これはお客さんの前で各デュオが歌い、30人退席したら、そのデュオでのデビューはなくなるというもの。その結果、サラと嵐のデュオはなくなり、坪木と佐々木のデュオは生き残った。
2009年7月26日の放送は、CHARAの離婚報道を受け「緊急!!音ばか」と題されたオープニング。番組スタッフからCHARAにプレゼントされたものは「バツ1 有名ミュージシャン Chara（41）」と段ボール紙に書かれたアウトレット札だった。
話は最終決戦に戻り、サラと佐々木のデュオは生き残り、坪木と嵐のデュオもかろうじて生き残った。
最終決戦のルールは「100名 の審査員がデビューしてほしいデュオに投票」という方式がとられ、この時、美女木ジャンクションである結城とねーさんも参加しており、それぞれ一票ずつ投票を行った。その結果、3位は嵐＆坪木ペア17P、2位は佐々木＆サラペア26P、1位は佐々木＆坪木ペア60Pとなり、佐々木＆坪木ペアが勝利した。
シーズン3より放送時間を25分繰り上げて、22:55開始に変更したが、変更後の視聴率は測定不能な程に低下してしまう。2009年9月19日放送分のエンディングにて、同年10月4日から放送時間を2時間繰り下げて、0:55開始（『バラエティ7』土曜第1部）に再度変更することが発表され、ネットワークセールス枠からローカルセールス枠に降格することになった。

### シーズン4
2009年11月 - 2010年9月放送
シーズン1はドキュメント番組、シーズン2とシーズン3はオーディション番組だったが、シーズン4からは毎週ミュージシャンを招いてPVを見たり、トークやゲーム対決を行う音楽トークバラエティ番組になった。番組ロゴも変更し、「音ばかの愛人」として不定期に出演したふかわがアシスタントとしてレギュラーに昇格となった。
2010年9月3日にはJCBホールにおいて「音楽ば〜かLIVE」が行われ、ライブの模様は9月12日・19日・26日の3週に渡り放送された。
2010年9月26日を以って放送終了。番組は2年半の歴史に幕を下ろした。

## 出演者

### MC
- 大竹一樹（さまぁ〜ず）
- CHARA

当初のMCは大竹のみだったが、音楽的な事が分からないため、大竹がビヨンセかCHARAの出演を希望。それが実現し、CHARAが第3回のゲストとして登場。第4回以降暫くは毎回出演のレギュラーゲスト的な扱いであったが、その後大竹とのコンビでメインMCとなる。シーズン2当初は暫定MCという形だったが、実質的にはメインMC扱いであった。その後暫定の肩書きが消え、大竹とCHARAのコンビで進行することとなった。

### アシスタント
- ふかわりょう

通称「音ばかの愛人」。CHARAが不在時の代役として、ミュージシャンというCHARAの希望によりROCKETMAN名義で音楽活動を行っているふかわが選ばれた。勝ち残った結城リナとねーさんのデュオ名を考えなければならず、そこでネーミングセンス溢れるミュージシャンとして呼ばれ、この時ふかわが考えてきた美女木ジャンクションという名がサイコロによって決定した。美女木ジャンクションの命名者として、デビュー記念ライブに大袈裟な登場をしている。この他、グラビア撮影で休んだ水着ちゃんの代役や、佐々木＆坪木ペアのデュオ名を決めるにあたって出演。シーズン4からはアシスタントとしてレギュラー昇格。
- 中山美緒

番組のご意見番「水着ちゃん」シーズン1で、プールサイドからの中継でコメント担当を行った「水着ちゃん③」であり、シーズン2、シーズン3に出演した。
- 六本木「メルシー」のママ

シーズン1に出演。最初はテレビ出演に慣れていないせいかおとなしい感じだったが、飲み物に出されたビールをあっという間に飲み干し、スタッフにおかわりを要求する場面が放送されてからは、豪快なイメージが定着した。レースクイーンのコスプレで出演したことも。

### ナレーター
- マリベスちゃん

初代ナレーター（ - 2010年4月）。
日本語があまり流暢でない外国人。担当を降りた後は、故郷に帰ったとの事。:外国人が喋る日本語の様なちょっと変な訛りの喋りで、早口かつハイテンション。歌を歌う時などには若干素に戻ることも。
- 大江麻理子

二代目ナレーター（2010年5月 - 9月）。
2010年5月の放送から番組が地上デジタル放送に対応したのに伴い、二代目ナレーターに就任。マリベスちゃんとは異なり、普通の喋り方である。就任前にも「美女木ジャンクション」のデビュー記念ライブで司会を担当している。
- マダンナちゃん

2008年8月23日のみ出演。感じはマリベスちゃんと同様。
- 中川聡

2009年9月26日のみ出演。いたって普通のトーン。

### マネージャー
- CHARAのマネージャー

通称「美人マネージャー」時折出演。TVに映る時は少女漫画的な美人な絵が顔に差し込まれているか、顔が映らないようになっている。

### 音楽プロデューサー
- 田辺章男

アン・ルイス、TOKIO、ORANGE RANGEなど長年に渡って活躍。シーズン1でキミーの曲をアレンジしてくれたり、落ち込んだキミーの為にアドバイスをし、キミーの新たなる一面を引き出した。シーズン3で審査員として登場。
- イイジマケン

通称「イイジマP」。シーズン1から時折出演。ドレッドヘアーにひげ面、いつもアロハシャツを着て登場する。優しい対応が特徴で、シーズン1のMERAに楽曲を提供したり、シーズン2ではリタイアした北條まみの為に褒めながらレコーディングを34回もかけて良い部分をつなぎ合わせたCDを完成させてプレゼントし、北條に自信をつけさせた。

### ディレクター
- 辻正記

通称「辻D」。シーズン2から顕著に姿を現し始める。メンバーに対していつも試練を提供するスタッフで、無愛想でぶっきらぼう、メンバーが脱落の悲しみに暮れていても冷たい言葉で容赦のない対応を行う。無闇に辻DがVTRに映る時、大竹からは「それいらないだろ」の台詞が飛ぶ。いつの時もTシャツ姿。結城リナとねーさんが美女木ジャンクションとしてメジャーデビューする事が決まり、番組を卒業する事になった時には正装姿で登場して涙で送り出し、心のこもった手紙を書いていた。

### ボイストレーナー
- 岡田美音

シーズン1でMERAやMERA率いる愛カラ族♡達を指導。AKB48や島谷ひとみなどに楽曲の提供やボイストレーナーとして活躍。
- 菅井英憲

シーズン2の強化合宿、シーズン3のにスペシャル強化合宿に登場。筋骨隆々で女性口調。厳しく指導を行うが己にも厳しくふるまう人。
- Yori

シーズン3の強化合宿に登場。静かなる鋭い指摘と指導でメンバー達を涙させる。小嶋じゅんと坪木菜果が残ると予想する。

### ゲスト
- みねぎしかな（第2回、2008年4月12日）
- 金子ノブアキ（第9回、2008年5月30日）
- AI（2009年10月31日）
- VERBAL（2009年11月07日）
- 長山洋子（2009年11月21日）
- スチャダラパー（2009年11月28日）

### メンバー

#### シーズン1
2008年4月5日 - 9月20日放送
- MERA -「世界全国を目指す黒人アイドル」。フリーター。第3回までは「メラニー」だったが、CHARAから「メラ」の名が与えられる。
- おっぺん -「裸足の童貞ミュージシャン」。奈良県出身で、現在は東京で会社員。シーズン2の「ねーさん」とは島根の大学時代の音楽仲間で、シーズン1ではハモリユニットを組んでいた。また、シーズン2でも「ねーさん」がメンバーとなっている「美女木ジャンクション」のクラブでのキャンペーンライブに一聴衆として来場していたのが放送されている。
- キミーブラウニー -「音楽の神が毎週降りてくるシンガー」フリーター。当初年齢は25歳だったが、後に32歳であることが判明。本名も自主制作のCDに小林久美子と書かれていたことで判明。またシーズン3のメンバー応募の面接に参加していた。
- 斉藤宏美 -「大塚愛と共鳴する津軽系シンガー」フリーター。Zepp Tokyoでのライブ出演に自信がなくなり途中でメンバーから離脱。

#### シーズン2
2008年10月4日 - 2009年3月28日放送
美女木ジャンクションとしてデビューしたメンバー
- 結城リナ（ゆうき りな、1985年12月27日（39歳） - ） - 「元AV女優」。会員No.4。涙もろい。神奈川県出身。ミュージシャンを目指し、独学でギターを覚え、オリジナル曲も持つ。ねーさんとの「激走100m対決」で勝利し、自身のオリジナル曲である「アイノカタチ」が、カップリング曲として選ばれた。
- ねーさん（本名：下問 晶子／しもどい あきこ、1985年1月17日（40歳） - ） - 「シーズン1からの使いまわし」後に「現役派遣OL」。会員No.5。島根県出身で、東京で派遣OLをしている。身長165cm、血液型B型。島根にいた頃は、現在島根県を拠点に活躍するシンガーソングライター・六子（土江六子）と、アマチュアフォークデュオ「ロッカ」として活動。2003年冬、「ロッカ」で、NHK衛星第2テレビの情報バラエティ「おーい、ニッポン」 の島根県の回で「県のうた」オーディションで優勝、2004年春、同番組の歌「だんだん」を発売。このオーディションの審査委員長と、「だんだん」の作詞を手がけたのも、後に美女木ジャンクションのデビュー曲である「ポリバケツ」も書いた、秋元康だった。その後、ねーさんが東京での就職を選択し上京により「ロッカ」は解散、一旦アマチュアミュージシャンを止めていた。シーズン1に出演していたおっぺんの事は大きらいだったが、CHARAと大竹の事が大好きなので、おっぺんとのハモリユニットを組むことを了承している[14]。これによりシーズン1でのZepp Tokyoライブに出演。これが4年ぶりのアマチュアミュージシャン復帰だった。またこの時、再び音楽への情熱に火がつき、脱落した水瀬に替わり番組からのヘッドハンティングによって2008年11月8日放送から登場。2010年より、美女木ジャンクションとしてのイベント・ライブと並行して、本名の下問晶子（しもどいあきこ）名義で弾き語りのソロライブを開始[15]。

サバイバル対決によって脱落したメンバー
- 水瀬葵 -「元メジャーアイドル」2008年11月8日の放送で脱落。
- 北條まみ -「売れないHカップグラビアアイドル」シーズン1でとしまえんのプールサイドから放送した回で、大竹とCHARAの後ろでピンクのビキニで過激なポーズを取っていた「水着ちゃん④」歌詞覚えが悪く、覚えていない歌詞の部分になると「ラララ〜…」と歌ってごまかす事が多い。自主リタイアするが、その後復帰。が結局2008年12月13日の放送で脱落。しかし、復帰直後の対決で最下位時に流した涙と二本の鼻水が垂れる姿が絵画チックになって「ポリバケツ」のジャケット写真に採用されており、大竹とCHARAにも絶賛を受けた。なお大人の事情により、ジャケット写真は北條ではないことになっている。また、シーズン3のオープニングや「シーズン2 美女木ジャンクションデビューまでの道」DVDのジャケット写真にも採用されている。ローソンで配られた販売促進用のチラシのグラビアにも「ニセ美女木ジャンクション」として登場。2009年3月14日の放送では「美女木ジャンクション」の手売りキャンペーンに飛び入り参加し、寒い中水着にもなって手売りを手伝った。またデビュー記念ライブでは、史上最悪のアンコール1曲目として水着ちゃんとの史上最悪ユニット「ニセ美女木ジャンクション」で「ポリバケツ」を歌ったのだが、相変わらず歌詞を覚えておらず、忘れた部分は「ラララ」で埋め合わせている。
- ゆう - 「大阪のローカルミュージシャン」2009年1月17日の放送で脱落。

#### シーズン3
2009年4月4日 - 10月24日放送
2名だった美女木ジャンクションに新たに6名が加入して8名となる。このシリーズではメンバーに会員番号がつけられ、4番以降が現在のシーズン3のメンバーとなっている。なお、1番2番3番は欠番であり、それらはシーズン1のメンバーに該当する。
結城リナとねーさんが、日本クラウンからのオファーによって、美女木ジャンクションとして正式にメジャーデビューした。これによって2人は番組を卒業する事になり、8名だった美女木ジャンクションは解体、追加された者は、元美女木ジャンクションのメンバーとなった。
美女木ジャンクションのメンバー
- 結城リナ - 会員番号4番。「元AV女優」
- ねーさん - 会員番号5番。「シーズン1からの使いまわし」後に「現役派遣OL」。島根にいた頃は、現在島根県を拠点に活躍するシンガーソングライター・六子（土江六子）と、アマチュアフォークデュオ「ロッカ」として活動。2003年冬、NHK衛星第2テレビの情報バラエティ「おーい、ニッポン」 の島根県の回で「県のうた」オーディションで優勝、2004年春、同番組の歌「だんだん」を発売。このオーディションの審査委員長と、「だんだん」の作詞を手がけたのも、後に美女木ジャンクションのデビュー曲である「ポリバケツ」も書いた秋元だった。その後、ねーさんが東京での就職を選択し上京により「ロッカ」は解散。2010年より、美女木ジャンクションとしてのイベント・ライブと並行して、本名の下問晶子（しもどいあきこ）名義で弾き語りのソロライブを開始[15]。

元美女木ジャンクションのメンバー
- サラ - 会員番号6番。「黒船アーティスト」名古屋出身のトルコ系アメリカ人。地元では英会話学校の講師、またファッションモデルやファッションデザイナーなどもしている。2009年8月15日の最終決戦で脱落。
- 小嶋じゅん - 会員番号7番。「元アイドル」アイドルユニット「BMC」での活躍実績を持つ。歌詞覚えが悪く、まともに練習しないのも手伝って、強化合宿の講師Yoriから退席を命じられたが、メンバーからの指摘で心を入れ替え、Yoriに謝罪。うまくいけば小嶋が残るとYoriに予想された。インディーズからソロデビューすることが判明し、2009年7月18日の放送で番組側からリタイア通告を受け、強制リタイアとなった。
- 坂口杏里 - 会員番号8番。「2世タレント」女優の坂口良子の長女で母との共演が多く、同局の番組「いい旅・夢気分」にも親子で出演した事もある。シーズン2の時、シーズン3のオーディションに参加していた様子が映っている。2009年4月18日放送で脱落。
- 雛田みか - 会員番号9番。「Fカップの大阪弁グラドル」グラドルとミュージシャンとの両立を目指す。シーズン1でとしまえんのプールサイドにいた「水着ちゃん①」シーズン2のグラビアアイドル北條まみと同様に歌詞覚えが悪かったが、歌は北條より全然うまいと大竹とCHARAから認定される。2009年5月2日の放送で脱落。
- 坪木菜果 - 会員番号10番。「ライオンキング」の物真似が得意で「浜ちゃんと! 」に出演した際にも「エアーライオンキング」という持ちネタで優勝した経験を持つ。2009年7月4日の放送で小嶋にジャンケンで負けて脱落。しかし小嶋の強制リタイアによって2009年7月18日に復帰。2009年8月15日の最終決戦において佐々木とのペアで勝利した。
- 琴乃 - 会員番号11番。「現役AV女優」だが、バンド経験や自身で作詞・作曲も行う、キャリア18年の本格派ミュージシャン。夢はミュージシャンとしてデビューする事で、シーズン2の結城リナに刺激を受けてシーズン3のオーディションに応募。2009年6月6日の放送で脱落。

男子メンバー
- 嵐 - 現役ホスト。2009年8月15日の最終決戦で脱落。
- 佐々木淳平 - 仮歌ミュージシャン。2009年8月15日の最終決戦において坪木とのペアで勝利した。
- 光塚大貴 - ダンス＆ボーカリスト。2009年7月4日の放送で脱落。
- 刈川圭祐 - 売れないストリートミュージシャン。2009年6月13日の放送で脱落。

## スタッフ
- ナレーション：マリベスちゃん
- 構成：鮫肌文殊、北本かつら、林賢一、中島彰則
- 音楽アドバイザー：田辺章男、イイジマケン
- カメラ：青木芳行（エイ・フィールド）
- 音声：佐々野昌樹（エイ・フィールド）
- ロケ技術：鴇田晴海（EAT）
- 美術協力：テレビ東京アート
- 美術：小越敏彦（テレビ東京アート）
- タイトル・CG：嵯野ともこ、ニイルセン
- メイク：中野良子、奈津
- スタイリスト：高村純子、SHIRO
- 音響効果：松田創（Thee BLUEBEAT）
- 編集：原健一郎（ザ・チューブ）
- MA：中村裕子（ザ・チューブ）
- 番宣：岡仁（テレビ東京）
- デスク：門田理紗（テレビ東京）
- AD：松下純也、加藤和恵
- AP：海野和可奈（テレビ東京）
- ディレクター：山田耕三（テレビ東京）
- 演出：株木亘（テレビ東京）、大場剛（極東電視台）
- プロデューサー：五箇公貴（テレビ東京）、岡本宏毅（テレビ東京）、中村昌哉（極東電視台）、坂本真起子（極東電視台）
- 総合プロデューサー：伊藤隆行（テレビ東京、2009年3月28日まではプロデューサー）
- 製作協力：極東電視台
- 製作著作：テレビ東京

### 過去のスタッフ
- 音楽アドバイザー：西純久、二宮洋二
- カメラ：氏家善明
- TD：近藤剛史
- 音声：五十嵐公彦
- 照明：大矢幸男、小林瑞雪（テレビ東京アート）
- タイトル・CG：大隅良太郎
- メイク：佐々木麻里子、妻鹿亜耶子、山田かつら
- TK：伊藤美紀
- リサーチ：フルタイム
- AD：森本泰介（テレビ東京）、福島孝夫（極東電視台）、浅沼雄介、阿部恵利香、田端李紗
- AP：金子優（テレビ東京）、坂本真起子（極東電視台）、田中貴志
- ディレクター：赤坂真一、辻正記、日野原加奈、有馬竜一（極東電視台）
- 演出：中野テツジロ（極東電視台）
- 監修：橋口洋之（極東電視台）

## エンディングテーマ
- 「ウクイウタ」（かりゆし58）2008年4月5日 - 6月28日
- 「テノ鳴ル方ヘ」（MarBell）2008年7月5日 - 9月13日
- 「薬箱」（0SOUL7）2008年10月4日 - 12月20日
- 「夢見の丘で」（Asami）2009年1月10日 - 3月28日
- 「ポリバケツ」（美女木ジャンクション）2009年4月4日 - 9月26日
- 「くのいちサッカー」（桜組）2009年10月3日 - 12月19日
- 「SCORPIO」（カゲロウ）2010年1月
- 「大阪で生まれた女 feat.RSP(Ai)」（BAKI）2010年2月
- 「パラソルスマイル」（miray）2010年7月 日 - 9月25日

## スポンサー
開始当初は、スポンサーが安定せず、一時期MEDIANET PICTURESになっていた時期もあったが、22:55時代は、ソニーミュージックを筆頭とする複数社となっていた。

## 音楽ば〜かオススメ
2008年4月5日 - 6月28日の間、土曜12:25 - 12:30にテレビ東京系列で放送されていた番宣ミニ番組である。
これは同日夜の放送の番組収録終了後に収録され、同日放送分の概要をマリベスちゃんのナレーションで、大竹一樹とCHARA が収録を振り返る形で番宣するものであった。

## 放送局
| 放送地域   | 放送局       | 系列           | 放送期間                      | 放送日時                     | 備考       |
| ---------- | ------------ | -------------- | ----------------------------- | ---------------------------- | ---------- |
| 関東広域圏 | テレビ東京   | テレビ東京系列 | 2008年4月5日 - 2010年9月26日  | 日曜 0:55 - 1:25（土曜深夜） | 制作局     |
| 福岡県     | TVQ九州放送  | テレビ東京系列 | 2008年4月5日 - 2010年9月26日  | 日曜 0:55 - 1:25（土曜深夜） | 同時ネット |
| 北海道     | テレビ北海道 | テレビ東京系列 | 2008年4月5日 - 2010年10月7日  | 木曜 1:20 - 1:50（水曜深夜） | 11日遅れ   |
| 愛知県     | テレビ愛知   | テレビ東京系列 | 2008年4月5日 - 2010年10月6日  | 水曜 0:58 - 1:28（火曜深夜） | 10日遅れ   |
| 奈良県     | 奈良テレビ   | 独立協         | 2008年4月11日 - 2010年10月5日 | 火曜 1:30 - 2:00（月曜深夜） | 9日遅れ    |
| 石川県     | 石川テレビ   | フジテレビ系列 | 2009年4月28日 - 2010年11月2日 | 火曜 1:45 - 2:15（月曜深夜） | 37日遅れ   |

途中打ち切りの局
- 岐阜放送 - 2008年4月5日の放送開始から同時ネットを行っていたが、2009年9月19日をもって打ち切り。
- テレビ大阪・テレビせとうち - 2008年4月5日の放送開始から同時ネットで放送されていたが、2009年9月26日をもって打ち切り。
- びわ湖放送 - 2008年4月5日から2009年3月28日まで同時ネットで放送していたが、編成上の都合で一旦放送を中断していた。同年8月1日から土曜深夜に遅れネットでシーズン3より放送再開したものの、2010年3月に再度打ち切りになった。

2009年10月からの放送枠移動と同時にローカルセールス枠となり、テレビ東京との同時ネットはTVQ九州放送のみとなった。また、テレビ北海道とテレビ愛知は時差ネットでの放送に、テレビ大阪とテレビせとうちは放送を打ち切った。テレビ大阪では、2009年9月26日放送分で放送終了の告知がされずにそのまま次回予告が放送されたが、次週からの新番組である『テガミバチ』で放送終了が告知された。